# Конкордат 1953 року
Конкордат 1953 року був останнім класичним конкордатом католицької церкви, підписаним 27 серпня 1953 року Іспанією (під владою Франсіско Франко) з Ватиканом (під час понтифікату папи Пія XII). Разом з Мадридським пактом, підписаним в тому ж році, це була значна спроба зруйнувати міжнародну ізоляцію Іспанії після Другої світової війни.
В обмін на надання Ватиканом «королівської опіки» (Patronato real, історичний привілей іспанських королів призначати духовних осіб) Франко, конкордат дав католицькій церкві в Іспанії ряд привілеїв, таких як державне фінансування і звільнення від державного оподаткування.
Конкордат 1953 року замінив Конкордат 1851 року і Конвенцію Франко 1941 року зі Ватиканом.

## Передумови
Політична система Франко була фактично протилежною останньому уряду Другої іспанської республіки, уряду Народного фронту. У перші роки франкістського режиму церква і держава мали тісний і взаємовигідний зв'язок.
Франко хотів мати повний конкордат з правами королівської опіки, правом вибирати єпископів. Ватикан, невпевнений у майбутньому режиму Франко, пішов на компроміс, запропонувавши йому менш офіційну «конвенцію», підписану 7 червня 1941 року, і надав йому лише обмежену роль у виборі єпископів. Через роки після Другої світової війни умови Конвенції 1941 року було формалізовано в статті 7 Конкордату 1953 року.
На відміну від антиклерикалізму Народного фронту, франкістський режим встановив політику, яка була дуже сприятлива для католицької церкви і яка була відновлена до її колишнього статусу офіційної релігії Іспанії. На додаток до отримання державних субсидій, церква повернула собі домінуюче становище в системі освіти, і закони відповідали католицькій догмі.
За часів франкістського режиму католицизм був єдиною релігією, що має правовий статус; публічна практика інших релігій була заборонена, а католицька церква була єдиним релігійним закладом, якому дозволялося володіти власністю або публікувати книги. Уряд не тільки продовжував виплачувати зарплату священникам і субсидувати церкву, а й допомагав відновлювати зруйновані війною церковні будівлі. Були прийняті закони, що забороняли розлучення та продаж протизаплідних засобів. Католицьке релігійне навчання було обов'язковим навіть у державних школах.
В обмін на надання католицької церкви цих привілеїв, Франко отримав право призначати католицьких єпископів в Іспанії, а також право вето на призначення священнослужителів аж до рівня парафіяльного священника.

## Умови
У 1953 році ця тісна співпраця була оформлена в новому конкордаті з Ватиканом, який надав церкві надзвичайний набір привілеїв:
- обов'язкові канонічні шлюби для всіх католиків;
- звільнення від оподаткування уряду;
- субсидії на будівництво нових будинків;
- цензура матеріалів визнаних церквою образливими;
- право засновувати університети;
- право керувати радіостанціями та публікувати газети та журнали;
- захист від вторгнення поліції в церковну власність; та
- звільнення духовенства від військової служби.

## Наслідки
Зі смертю Франко у 1975 році і подальшим переходом Іспанії до демократії Конкордат кілька разів змінювався і доповнювався. У 1976 році конвенція між урядом Іспанії й Святим Престолом скасувала право призначати єпископів главою іспанської держави. У 1978 році нова демократична конституція, яка привела франкізм до остаточного кінця, встановила принцип релігійного нейтралітету (aconfesionalidad) іспанської держави та повну свободу віросповідання для його громадян. У 1979 році інша конвенція між урядом Іспанії й Святим Престолом змінила закон про фінансові аспекти та державні субсидії для католицької церкви.